# Lista do Patrimônio Mundial no Gabão
A Organização das Nações Unidas para a Educação, a Ciência e a Cultura (UNESCO) propôs um plano de proteção aos bens culturais do mundo, através do Comité sobre a Proteção do Património Mundial Cultural e Natural, aprovado em 1972. Esta é uma lista do Patrimônio Mundial existente no Gabão, especificamente classificada pela UNESCO e elaborada de acordo com dez principais critérios cujos pontos são julgados por especialistas na área. O Gabão ratificou a convenção em 30 de dezembro de 1986, tornando seus locais históricos elegíveis para inclusão na lista.
O sítio Ecossistema e Paisagem Cultural Relíquia de Lopé-Okanda foi o primeiro sítio do Gabão designado Patrimônio Mundial pela UNESCO por ocasião da 31ª Sessão do Comité do Patrimônio Mundial, realizada em Christchurch (Nova Zelândia) em 2007. Desde então, o Gabão conta dois locais inscritos na lista do Patrimônio Mundial, sendo um de classificação Natural e o outro de classificação Mista. 

## Bens culturais e naturais
O Gabão conta atualmente com os seguintes lugares declarados como Patrimônio da Humanidade pela UNESCO:
| | Ecossistema e Paisagem Cultural Relíquia de Lopé-Okanda |
| Bem misto inscrito em 2007. |                                                         |
| Localização: Woleu-Ntem |                                                         |
| Este sítio é um exemplo de uma interface incomum entre uma floresta tropical densa e bem preservada e uma savana arcaica com uma grande variedade de habitats e espécies animais, incluindo grandes mamíferos ameaçados de extinção. É também um expoente de processos evolutivos, tanto ecológicos como biológicos, do ponto de vista da adaptação das espécies e habitats às alterações climáticas pós-glaciais. O local apresenta ainda vestígios palpáveis de povoamentos humanos do Neolítico e da Idade do Ferro, bem como vestígios de arte rupestre, que demonstram a existência de uma importante rota migratória utilizada pelos bantos e outras populações da África Ocidental. Esta rota, que contribuiu para a configuração da África subsaariana como um todo, partiu da África Ocidental e passou pelo vale do rio Ogooué, seguindo para o norte pelas florestas sempre verdes do Congo e leste e sul do continente. (UNESCO/BPI) |                                                         |

| | Parque Nacional de Ivindo |
| Bem natural inscrito em 2021. |                           |
| Localização: Ogoué-Ivindo / Ogoué-Lolo |                           |
| Situado no equador no norte do Gabão, este local em grande parte intocado cobre uma área de quase 300.000 hectares atravessada por uma rede de rios pitorescos de águas negras. Possui corredeiras e cachoeiras margeadas por uma floresta tropical intacta, que compõem uma paisagem de grande valor estético. Os habitats aquáticos do sítio abrigam espécies endêmicas de peixes de água doce, das quais 13 estão ameaçadas, e pelo menos sete espécies de algas fluviais Podostemaceae, com provável flora aquática micro-endêmica em cada cachoeira. Muitas espécies de peixes ainda não foram descritas no local, algumas das quais foram pouco investigadas. Os crocodilos-de-focinho-delgado (Mecistops cataphractus) criticamente ameaçados de extinção encontram refúgio no Parque Nacional de Ivindo, que também possui florestas antigas de Caesalpinioideae, únicas do ponto de vista biogeográfico e de grande valor de conservação, por exemplo, uma grande diversidade de borboletas juntamente com mamíferos e aviários emblemáticos ameaçados como o elefante-da-floresta criticamente ameaçado (Loxodonta cyclotis), o gorila-ocidental-das-terras-baixas (Gorilla gorilla), o chimpanzé (Pan troglodytes) e o papagaio-cinzento (Psittacus erithacus) em perigo de extinção, bem como a ave-de-pescoço-cinzento (Picathartes oreas), que é vulnerável, o mandril (Mandrillus sphinx), o leopardo (Panthera pardus), o gato-dourado-africano (Caracal aurata) e três espécies de pangolim (Manidae spp.). (UNESCO/BPI) |                           |

## Lista Indicativa
Em adição aos sítios inscritos na Lista do Patrimônio Mundial, os Estados-membros podem manter uma lista de sítios que pretendam nomear para a Lista de Patrimônio Mundial, sendo somente aceitas as candidaturas de locais que já constarem desta lista. Desde 2022, o Gabão possui 4 locais na sua Lista Indicativa.
| Sítio                            | Imagem | Localização    | Ano  | Dados UNESCO       | Descrição |
| -------------------------------- | ------ | -------------- | ---- | ------------------ | --- |
| Parque Nacional Moukalaba-Doudou |        | Ogoué Marítimo | 2022 | Natural: (viii)(x) | O Parque Nacional Moukalaba-Doudou é o encontro de duas antigas áreas protegidas, Moukalaba e Monts-Doudou, que foram unidas em um parque nacional, estendendo-se por 449.548 hectares. |